# Mike Stanley (Ruderer)

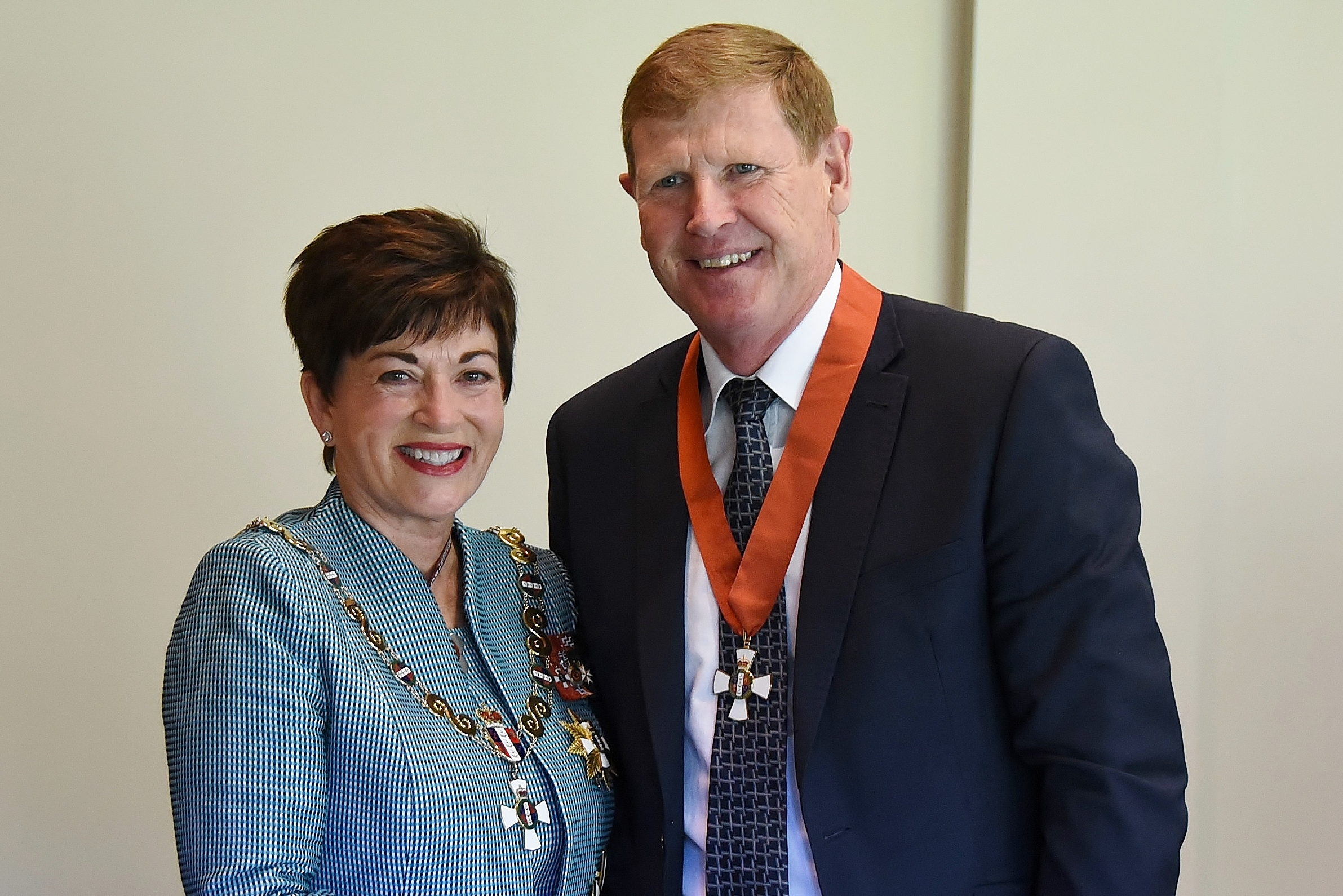
Mike Stanley erhielt 2017 die Auszeichnung CNZM von der Generalgouverneurin Patsy Reddy.

Michael „Mike“ Rowland Stanley CNZM (* 6. November 1957 in Lower Hutt, Neuseeland) ist ein ehemaliger neuseeländischer Ruderer, der 1982 und 1983 Weltmeister im Achter wurde. Nach seiner Karriere war Mike Stanley in verschiedenen Funktionen im neuseeländischen Sport als Funktionär tätig.

## Leben
Der 1,82 m große Mike Stanley gehörte zu der Rudermannschaft, die die Teilnahme an den Olympischen Spielen 1980 wegen des Olympiaboykotts verpasste. 1981 belegte er bei den Weltmeisterschaften den siebten Platz mit dem Achter. 1982 war er Mitglied des neuseeländischen Achters, der bei den Weltmeisterschaften in Luzern den Titel vor den Booten aus der DDR und aus der Sowjetunion gewann. Im Jahr darauf siegte der neuseeländische Achter unter Trainer Harry Mahon bei den Weltmeisterschaften in Duisburg vor den Booten aus der DDR und aus Australien. Bei den Olympischen Spielen 1984 siegten die Kanadier vor dem US-Achter, die Neuseeländer kamen sieben Zehntelsekunden hinter den Australiern als Vierte ins Ziel.
Von 1993 bis 2003 war Mike Stanley der erste Vorstandsvorsitzende von Rowing New Zealand. Danach war er Vorstandsvorsitzender von AUT Millenium, einer Wohlfahrtsorganisation zur Förderung von Sport und Gesundheit in Auckland. Ab 2004 war Mike Stanley für das New Zealand Olympic Committee (NZOC) tätig, 2009 wurde er Präsident des NZOC. Mit der am 31. Dezember 2016 veröffentlichten Neujahrsliste wurde Mike Stanley zum Companion im New Zealand Order of Merit ernannt. Die Auszeichnung wurde im April 2017 verliehen.